# Renzo Bacchia
Renzo Damián Bacchia Rodríguez, noto semplicemente come Renzo Bacchia o Renzo Rodríguez (Montevideo, 23 gennaio 1999), è un calciatore uruguaiano, portiere del Racing Montevideo.

## Carriera

### Club
Ha giocato nella prima divisione argentina ed in quella uruguaiana.

### Nazionale
Con la nazionale Under-20 uruguaiana ha preso parte al campionato sudamericano 2019.

## Statistiche
Statistiche aggiornate al 26 gennaio 2019.

### Cronologia presenze e reti in nazionale
| Cronologia completa delle presenze e delle reti in nazionale ― Uruguay under 20 | Cronologia completa delle presenze e delle reti in nazionale ― Uruguay under 20 | Cronologia completa delle presenze e delle reti in nazionale ― Uruguay under 20 | Cronologia completa delle presenze e delle reti in nazionale ― Uruguay under 20 | Cronologia completa delle presenze e delle reti in nazionale ― Uruguay under 20 | Cronologia completa delle presenze e delle reti in nazionale ― Uruguay under 20 | Cronologia completa delle presenze e delle reti in nazionale ― Uruguay under 20 | Cronologia completa delle presenze e delle reti in nazionale ― Uruguay under 20 |
| Data                                                                            | Città                                                                           | In casa                                                                         | Risultato                                                                       | Ospiti                                                                          | Competizione                                                                    | Reti                                                                            | Note                                                                            |
| ------------------------------------------------------------------------------- | ------------------------------------------------------------------------------- | ------------------------------------------------------------------------------- | ------------------------------------------------------------------------------- | ------------------------------------------------------------------------------- | ------------------------------------------------------------------------------- | ------------------------------------------------------------------------------- | ------------------------------------------------------------------------------- |
| 18-1-2019                                                                       | Talca                                                                           | Uruguay under 20                                                                | 0 – 1                                                                           | Perù under 20                                                                   | Sudamericano Sub-20 2019 - 1º turno                                             | -1                                                                              |                                                                                 |
| 20-1-2019                                                                       | Curicó                                                                          | Uruguay under 20                                                                | 3 – 1                                                                           | Ecuador under 20                                                                | Sudamericano Sub-20 2019 - 1º turno                                             | -1                                                                              |                                                                                 |
| 24-1-2019                                                                       | Curicó                                                                          | Uruguay under 20                                                                | 0 – 1                                                                           | Argentina under 20                                                              | Sudamericano Sub-20 2019 - 1º turno                                             | -1                                                                              |                                                                                 |
| 26-1-2019                                                                       | Talca                                                                           | Uruguay under 20                                                                | 1 – 0                                                                           | Paraguay under 20                                                               | Sudamericano Sub-20 2019 - 1º turno                                             | -                                                                               |                                                                                 |
| Totale                                                                          |                                                                                 | Presenze                                                                        | 4                                                                               |                                                                                 | Reti                                                                            | -3                                                                              |                                                                                 |

## Palmarès

### Club

#### Competizioni internazionali
- Coppa Suruga Bank: 1

Independiente: 2018